# شاول وليامز
شاول وليامز (بالإنجليزية: Saul Williams) (و. 1972 – م) هو ممثل، وكاتب، وشاعر، ورابر، وموسيقي، ومغن، وكاتب سيناريو، وملحن، وممثل تلفزيوني من الولايات المتحدة الأمريكية ولد في نيوبورغ، نيويورك.

## التعليم
تعلم في مدرسة تيش العليا للفنون.

## روابط خارجية
- شاول وليامز على موقع IMDb (الإنجليزية)
- شاول وليامز على موقع روتن توميتوز (الإنجليزية)
- شاول وليامز على موقع ألو سيني (الفرنسية)
- شاول وليامز على موقع ميوزك برينز (الإنجليزية)
- شاول وليامز على موقع أول موفي (الإنجليزية)
- شاول وليامز على موقع قاعدة بيانات برودواي على الإنترنت (الإنجليزية)
- شاول وليامز على موقع قاعدة بيانات الأفلام السويدية (السويدية)
- شاول وليامز على موقع إن إن دي بي (الإنجليزية)
- شاول وليامز على موقع أول ميوزيك (الإنجليزية)
- شاول وليامز على موقع ديسكوغز (الإنجليزية)
- شاول وليامز على موقع ديسكوغز (الإنجليزية)